# Віктор Мілнер
Віктор Мілнер (англ. Victor Milner, 15 грудня 1893, Нью-Йорк — 29 жовтня 1972, Лос-Анджелес) — американський кінооператор. Починав у німому кіно, з 1914 року — головний оператор. Зняв у цілому 138 стрічок. Один із засновників Американського товариства кінооператорів, його президент в період з 1937 по 1939 роки. 10 разів номінувався на премію «Оскар».

## Вибрана фільмографія
- 1924: Її романтична ніч / Her Night of Romance
- 1925: Мандрівник / The Wanderer
- 1925: Навчитися любити / Learning to Love
- 1927: Шлях усякої плоті / The Way of all Flesh
- 1929: Шалена вечірка / The Wild Party
- 1929: Парад кохання / The Love Parade
- 1930: Вірна флоту / True to the Navy
- 1932: Одна година з тобою / One Hour with You
- 1934: Клеопатра / Cleopatra
- 1935: Хрестовий похід / The Crusades
- 1936: Бажання
- 1938: Школа свінга / College Swing
- 1939: Юніон Пасіфік / Union Pacific
- 1946: Дивна любов Марти Айверс / The Strange Love of Martha Ivers
- 1952: Керрі / Carrie